# Crocypus perlucidaria
Crocypus perlucidaria är en fjärilsart som beskrevs av Herrich-Schäffer 1858. Crocypus perlucidaria ingår i släktet Crocypus och familjen mätare. Inga underarter finns listade i Catalogue of Life.